# Ellenz-Poltersdorf
Ellenz-Poltersdorf település Németországban, Rajna-vidék-Pfalz tartományban. Lakosainak száma 829 fő (2023. december 31.). Ellenz-Poltersdorf Bruttig-Fankel és Altstrimmig községekkel határos.

## Népesség
A település népességének változása:
| Lakosok száma | 937  | 854  | 845  | 821  | 861  | 829  |
|               | 1975 | 2017 | 2019 | 2021 | 2022 | 2023 |